# Chaetacme madagascariensis
Chaetacme madagascariensis là một loài thực vật có hoa trong họ Ulmaceae. Loài này được Baker mô tả khoa học đầu tiên năm 1885.